# Das Chronoskop

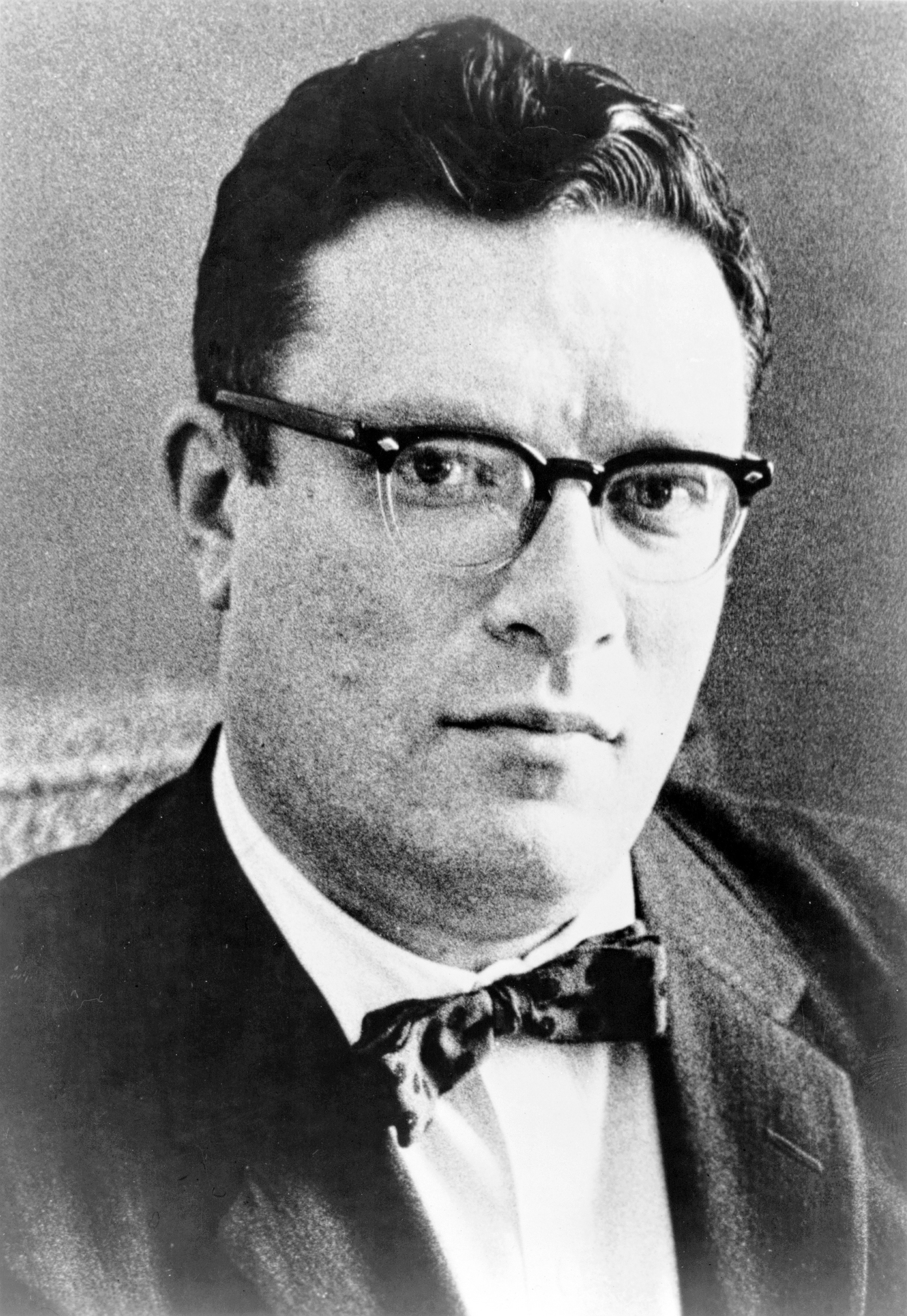
Isaac Asimov (1965)

Das Chronoskop (Originaltitel: The Dead Past) ist eine etwa 50 Seiten umfassende Science-Fiction-Kurzgeschichte von Isaac Asimov aus dem Jahr 1956, die von dem Geschichtsprofessor Dr. Arnold Potterley handelt, der mit Hilfe eines jungen Physikers Jonas Foster Zugang zu einem Chronoskop erlangen möchten, einer Maschine, mit der man in die Vergangenheit sehen kann. Mit diesem Gerät möchte Potterley seine Theorie über die Gottheit Moloch in Karthago verifizieren. Doch bald merken beide Wissenschaftler, dass Chronoskopie ganz andere Gefahren birgt.

## Inhalt
Dr. Arnold Potterley, Professor für Altertumsgeschichte, will unbedingt seine Theorie erhärten, dass Berichte über Kinderopfer für die Gottheit Moloch im alten Karthago nur auf Propagandageschichten benachbarter Völker beruhen. Seine diesbezügliche Anfrage bei Thaddeus Araman, dem Vorsitzenden der Abteilung Chronoskopie der weltweit koordinierten Forschung, die angeblich bereits Einblicke bis ins Jahr 3000 v. Chr. autorisiert hat, wird von diesem abgelehnt.
Als ein junger Physiker, Jonas Foster, seine Arbeit an der Universität antritt, bringt ihn Potterley dazu, mehr über Chronoskopie herauszufinden und drängt ihn, selber ein Chronoskop zu bauen. Das Interesse von Foster, der sich noch nicht auf eine Forschungsrichtung festgelegt hat, ist geweckt. Durch die Hilfe seines Onkels Ralph Nimmo, eines sehr belesenen Autodidakten ohne Studium, der beruflich Forschungsanträge von Wissenschaftlern in verständliche Texte umschreibt, erfährt Foster, dass praktisch seit 20 Jahren, seitdem Sterbinski und LaMarr die Grundlagen zu Neutriniks und Chronoskopie veröffentlichten und das erste Chronoskop bauten, nichts mehr zu dem Thema publiziert wurde.
Im Keller von Potterleys Haus baut Foster – Nimmo verschafft ihm die Bauteile – anhand von  Sterbinskis Unterlagen ein Chronoskop. Potterley scheint seinem Traum von Karthago näherzukommen, bis er von Foster, der die Apparatur getestet hat, erfährt, dass chronoskopische Beobachtungen praktisch nur etwa 125 Jahre in die Vergangenheit reichen können. Weiter zurückzusehen ist wegen „der Zufallsfaktoren, die den Neutrinostrom beeinflussen“, nicht möglich. Aus diesem Grund wird ersichtlich, dass die aus früheren Jahrtausenden stammenden Angaben der Abteilung Chronoskopie gefälscht sein müssen.
Potterleys Frau Caroline ist dennoch davon fasziniert. Die gemeinsame Tochter Laurel starb vierjährig vor etwa zwanzig Jahren in einem Feuer, und Caroline hofft, ihr Kind mittels Chronoskop noch einmal sehen zu können. Aber Arnold Potterley zerstört die Maschine. Angeblich will er nicht, dass seine Frau durch das Chronoskop dazu verleitet wird, immer mehr in der Vergangenheit zu leben und dadurch möglicherweise den Verstand verliert, da Laurel nie zurückkommen wird.
Argwöhnisch geworden erfährt Foster später im Gespräch von Potterleys Gewissensqualen, denn möglicherweise war eine von ihm nicht sorgfältig ausgedrückte Zigarette die Ursache für den Brand, in dem seine Tochter Laurel umkam. Dr. Potterleys Theorie und sein Versuch, die Karthager von Molochs Feueropfer reinzuwaschen, hatte also einen sehr persönlichen Hintergrund.
Nach diesem Sinneswandel versucht Dr. Potterley, weiterhin, Foster selbst mit Drohungen davon abzubringen, der Öffentlichkeit Zugang zur Chronoskopie zu verschaffen. Doch Foster hat bereits durch Sicherheitshinterlegung von Dokumenten selbst im Falle seines Todes dafür gesorgt, dass die Wahrheit über Chronoskopie und die Bauweise eines Chronoskops an seinen Onkel Ralph Nimmo weitergeleitet wird. In diese Diskussion platzt Thaddeus Araman, der Fosters Sicherheitshinterlegung bereits konfisziert hat. Er konnte dies tun, da er selber Foster permanent per Chronoskop überwachte. Araman droht Foster mit Gefängnis ohne Verhandlung. Als seine  Handlanger auch Nimmo festsetzen, enthüllt Araman den wahren Grund, warum Chronoskopie nicht in die Hände der Öffentlichkeit fallen dürfe: Die weit zurückliegende Vergangenheit sei unproblematisch. Das wahre Problem sei die Vergangenheit, die erst wenige Sekunden zurückläge. Jeder könnte dann jeden praktisch mit minimaler Zeitverzögerung permanent beobachten.
Nimmo, der erkennt, dass die Wissenschaftskommission durch ihre Falschangaben nur ein globales Chaos verhindern wollte, gesteht, dass er den wissenschaftlichen Text seines Neffen einfacher verständlich umgeschrieben und bereits an mehrere Verlage zur Veröffentlichung geschickt habe: „Ich glaube, er gibt keine Möglichkeit mehr, den Atompilz in seine hübsche, glänzende Urankugel zurückzubannen.“ Araman wendet sich daraufhin an Nimmo, Foster und Potterley: „Ich beglückwünsche Sie zum neuen Leben im Goldfischglas. Möge jeder von Ihnen dafür in der Hölle schmoren.“

## Bemerkung
Die Kurzgeschichte ist eine von vielen Geschichten Asimovs, die eine Referenz zu dem mächtigen Computersystem Multivac macht.

## Referenz
- Englisch: The Dead Past, in The Best of Isaac Asimov, 1954–1972, Sphere Science Fiction, London (1977), Ed. Angus Wells
- Deutsch: Das Chronoskop in Geliebter Roboter (Heyne Science Fiction & Fantasy), Nr. 3066, Heyne Verlag (1966)

## Nachweise und Erläuterungen
1. ↑  Übersetzung aus Heyne-Buch 3066. Im Original: „I suppose there's no way of putting the mushroom cloud back into that nice, shiny uranium sphere.“
2. ↑  Übersetzung aus Heyne-Buch 3066. Im Original: „I congratulate you. Happy goldfishbowl to you, to me, to everyone, and may each of you fry in hell forever.“